# Jonas Brag
Jonas Brag, född den 8 maj 1781 i Göteborg, död där den 5 mars 1857, var en svensk astronom. Han var far till Eva och Swante Brag samt kusinson till Carl Johan Brag.
Brag blev filosofie magister vid Lunds universitet 1802, docent i romersk vältalighet 1805 och astronomie observator 1807. År 1813 fick han den samma år inrättade professuren i astronomi och fysik, vilken han innehade fram till år 1846, då han blev emeritus. Som sådan bodde han en tid i Ängelholm, innan han återvände till hemstaden. Brags akademiska skrifter var närmast avsedda för hans lärjungar, men de utmärks av en för tiden ovanlig klarhet i framställningen.